# Ludwik Wiktor Habsburg

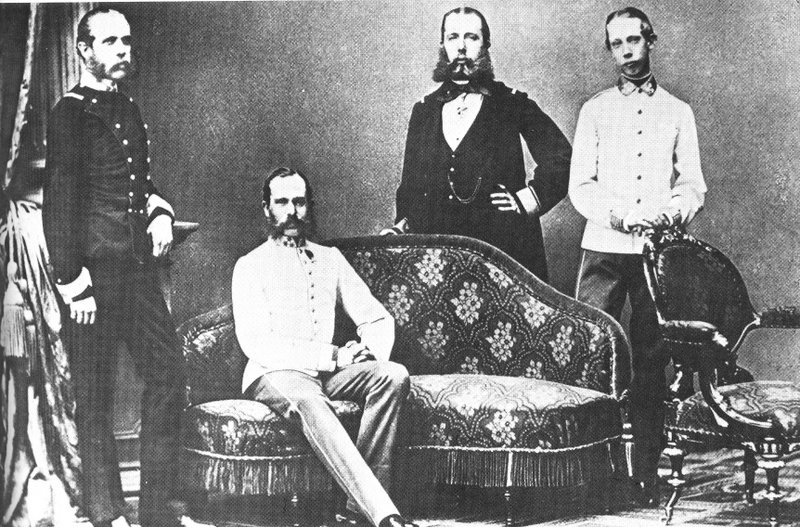
Ludwik Wiktor (po prawej) z braćmi

Ludwik Wiktor Józef Antoni Habsburg-Lotaryński (ur. 15 maja 1842 w Wiedniu, zm. 18 stycznia 1919 w pałacu Klessheim) – arcyksiążę Austrii, generał piechoty cesarskiej i królewskiej Armii.

## Życiorys
Ludwik Wiktor był najmłodszym synem arcyksięcia Franciszka Karola i jego żony Zofii Wittelsbach. Jego rodzeństwem byli austriacki cesarz Franciszek Józef I, cesarz Meksyku Maksymilian, arcyksiążę Karol Ludwik i Maria Anna, która zmarła w wieku czterech lat.
W czasie służby w c. i k. Armii awansował na kolejne stopnie: generała majora (23 lipca 1865), marszałka polnego porucznika (28 października 1884), generała artylerii (26 kwietnia 1899) i generała piechoty (15 listopada 1908). Był szefem Węgierskiego Pułku Piechoty Nr 65 (od 1860) oraz rosyjskiego 39 Tomskiego Pułku Piechoty.
Jego matka Zofia bez powodzenia próbowała zaaranżować małżeństwo Ludwika z księżniczką Zofią Charlottą Wittelsbach. Ludwik pozostał kawalerem do końca życia.
Gdy do wiadomości publicznej dotarł fakt, iż Ludwik Wiktor jest homoseksualistą i transwestytą oraz zamieszany jest w wiele intryg i skandali (na przykład w Cesarskiej Saunie), jego brat, cesarz Franciszek Józef, nakazał mu opuścić Wiedeń. Został wysłany do pałacu Klessheim niedaleko Salzburga z nakazem nieopuszczania tego miejsca. We wspomnieniach arcyksiążę Ludwik Wiktor jawił się jako człowiek niesympatyczny.

Ludwig Wiktor zasadniczo różnił się od swoich braci. Nie był ani dobrym żołnierzem, ani zbyt inteligentnym człowiekiem. Słaby, niemęski, nie przykuwał uwagi swym wyglądem. Prowadził bardzo przyziemne życie. Miał cięty język jak u jadowitego węża. Był zamieszany w wiele intryg i skandali. Są wystarczające dowody, aby sądzić, iż był niedyskretny, a w jego otoczeniu aż huczało od plotek. Miał przynajmniej jedną dobrą stronę. Był przyjacielem swoich przyjaciół. Bronił ich, kiedy zaszła tak potrzeba.

Księżna Luiza Belgijska była obiektem westchnień wielu monarszych adoratorów. Wyróżniający się przez wiele skandali, najmłodszy brat cesarza, arcyksiążę Ludwik Wiktor, także zabiegał o księżną, która według Julii Stockhausen, swojego czasu była „najbardziej ekstrawagancką kobietą wiedeńskiego dworu”.
W swoich memoriałach, księżna Luiza Belgijska pisze: „Przez wiele lat arcyksiążę Ludwik Wiktor, zasypywał mnie uprzejmościami wszelkiego rodzaju; cały Wiedeń o tym wiedział, zarówno cesarz, jak i reszta ... tak, on prawdopodobnie był jeszcze lepiej poinformowany, niż ktokolwiek, gdyż takie historie należały do jego chleba powszedniego i aferą państwową było dla niego, dowiedzieć się, czy arcyksiążę osiągnął swój cel czy nie.”
Na co dzień arcyksiążę Ludwik Wiktor wypełniał swój czas przebierankami i kolekcjonowaniem parasoli. Zmarł w wieku 76 lat pozostając do końca w miejscu swego zesłania.

## Ordery i odznaczenia
Odznaczenia Ludwika Wiktora Habsburga to między innymi:
- Rycerz Orderu Złotego Runa (1862, Austria)[5]
- Krzyż Wielki Orderu Świętego Stefana[6]
- Brązowy Medal Jubileuszowy Pamiątkowy dla Sił Zbrojnych i Żandarmerii[6]
- Krzyż Jubileuszowy Wojskowy[6]
- Krzyż Wielki Orderu Świętego Józefa (Toskania)
- Kawaler Wielkiego Krzyża Honoru i Dewocji (Zakon Maltański)
- Order Świętego Andrzeja (Imperium Rosyjskie)
- Order Świętego Aleksandra Newskiego (Imperium Rosyjskie)
- Order Orła Białego (Imperium Rosyjskie)
- Order Świętej Anny I klasy (Imperium Rosyjskie)
- Order Orła Czarnego (Prusy)
- Order Orła Czerwonego I klasy (Prusy)
- Krzyż Wielki Legii Honorowej (Francja)
- Order Annuncjaty (Włochy)
- Order Świętego Huberta (Bawaria)
- Order Korony Rucianej (Saksonia)
- Krzyż Wielki Orderu Ernestyńskiego (Saksonia)
- Krzyż Wielki Orderu Sokoła Białego (Saksonia)
- Krzyż Wielki Orderu Karola III (Hiszpania)
- Krzyż Wielki Orderu Korony Wirtemberskiej (Wirtembergia)
- Order Królewski Serafinów (Szwecja)
- Krzyż Wielki Orderu Świętego Ferdynanda (Sycylia)
- Wielka Wstęga Orderu Leopolda (Belgia)
- Krzyż Wielki Orderu Zbawiciela (Grecja)
- Krzyż Wielki Orderu Gwiazdy Rumunii (Rumunia)
- Order Krzyża Takowy I klasy (Serbia)
- Krzyż Wielki Orderu Ludwika (Hesja)
- Order Lwa Złotego (Nassau)
- Krzyż Wielki Orderu Henryka Lwa (Brunszwik)

## Genealogia
| Prapradziadkowie                                       | cesarz rzymski Franciszek I Lotaryński (1708-1765) ∞ 1736 Maria Teresa Habsburg (1717-1780)         | król Hiszpanii Karol III Hiszpański (1716-1788) ∞ 1738 Maria Amalia Wettyn (1724-1760)              | król Hiszpanii Karol III Hiszpański (1716-1788) ∞ 1738 Maria Amalia Wettyn (1724-1760)              | cesarz rzymski Franciszek I Lotaryński (1708-1765) ∞ 1736 Maria Teresa Habsburg (1717-1780)         | Christian III Wittelsbach (1674-1735) ∞1719 Karolina Nassau-Saarbrücken (1704–1774)                     | Józef Karol Wittelsbach (1694-1729) ∞1717 Elżbieta Augusta Wittelsbach (1693-1728)                      | wielki książę Badenii Karol Fryderyk Badeński (1728-1811) ∞ 1751 Karolina z Hesji-Darmstadt (1723-1783) | landgraf Hesji-Darmstadt Ludwik IX (1719-1790) ∞ 1741 Karolina Wittelsbach (1721-1774)                  |
| Pradziadkowie                                          | cesarz rzymski Leopold II Habsburg (1747-1792) ∞ 1765 Maria Ludwika Burbon (1745–1792)              | cesarz rzymski Leopold II Habsburg (1747-1792) ∞ 1765 Maria Ludwika Burbon (1745–1792)              | król Hiszpanii Ferdynand I Burbon (1751-1816) ∞ 1768 Maria Karolina Habsburg (1752-1814)            | król Hiszpanii Ferdynand I Burbon (1751-1816) ∞ 1768 Maria Karolina Habsburg (1752-1814)            | Fryderyk Michał Wittelsbach (1724-1767) ∞1746 Maria Franciszka Wittelsbach (1724-1794)                  | Fryderyk Michał Wittelsbach (1724-1767) ∞1746 Maria Franciszka Wittelsbach (1724-1794)                  | Karol Ludwik Badeński (1755-1801) ∞ 1774 Amalia Fryderyka z Hesji-Darmstadt (1754-1832)                 | Karol Ludwik Badeński (1755-1801) ∞ 1774 Amalia Fryderyka z Hesji-Darmstadt (1754-1832)                 |
| Dziadkowie                                             | cesarz Austrii Franciszek II Habsburg (1768-1835) ∞ 1790 Maria Teresa Burbon-Sycylijska (1772-1807) | cesarz Austrii Franciszek II Habsburg (1768-1835) ∞ 1790 Maria Teresa Burbon-Sycylijska (1772-1807) | cesarz Austrii Franciszek II Habsburg (1768-1835) ∞ 1790 Maria Teresa Burbon-Sycylijska (1772-1807) | cesarz Austrii Franciszek II Habsburg (1768-1835) ∞ 1790 Maria Teresa Burbon-Sycylijska (1772-1807) | król Bawarii Maksymilian I Józef Wittelsbach (1756-1825) ∞ 1797 Karolina Fryderyka Badeńska (1776-1841) | król Bawarii Maksymilian I Józef Wittelsbach (1756-1825) ∞ 1797 Karolina Fryderyka Badeńska (1776-1841) | król Bawarii Maksymilian I Józef Wittelsbach (1756-1825) ∞ 1797 Karolina Fryderyka Badeńska (1776-1841) | król Bawarii Maksymilian I Józef Wittelsbach (1756-1825) ∞ 1797 Karolina Fryderyka Badeńska (1776-1841) |
| Rodzice                                                | arcyksiążę Franciszek Karol Habsburg (1802-1878) ∞ 1824 arcyksiężna Zofia Wittelsbach (1805-1872)   | arcyksiążę Franciszek Karol Habsburg (1802-1878) ∞ 1824 arcyksiężna Zofia Wittelsbach (1805-1872)   | arcyksiążę Franciszek Karol Habsburg (1802-1878) ∞ 1824 arcyksiężna Zofia Wittelsbach (1805-1872)   | arcyksiążę Franciszek Karol Habsburg (1802-1878) ∞ 1824 arcyksiężna Zofia Wittelsbach (1805-1872)   | arcyksiążę Franciszek Karol Habsburg (1802-1878) ∞ 1824 arcyksiężna Zofia Wittelsbach (1805-1872)       | arcyksiążę Franciszek Karol Habsburg (1802-1878) ∞ 1824 arcyksiężna Zofia Wittelsbach (1805-1872)       | arcyksiążę Franciszek Karol Habsburg (1802-1878) ∞ 1824 arcyksiężna Zofia Wittelsbach (1805-1872)       | arcyksiążę Franciszek Karol Habsburg (1802-1878) ∞ 1824 arcyksiężna Zofia Wittelsbach (1805-1872)       |
| Ludwik Wiktor Habsburg (1842-1919), Arcyksiążę Austrii | | | | | | | | |